# Souk El Grana
Le souk El Grana (arabe : سوق القرانة) est l'un des souks de la médina de Tunis. Son nom fait référence aux Granas, des Juifs établis dans la ville toscane de Livourne, à la suite de leur expulsion de la péninsule Ibérique, et venus s'installer en Tunisie au début du XVIIe siècle.

## Localisation

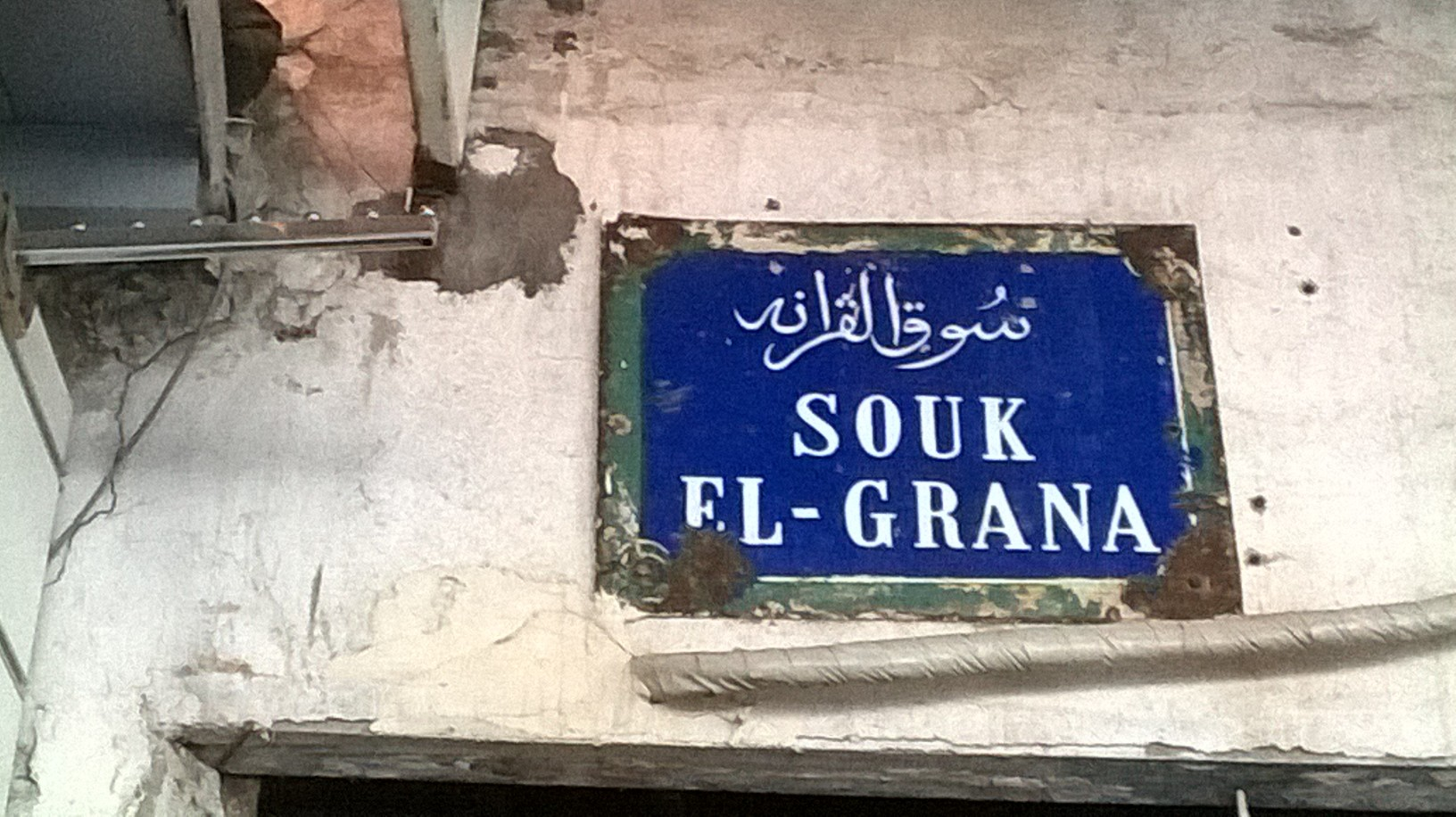
Plaque indiquant le souk El Grana.

Ce souk est situé dans le faubourg nord de la médina de Tunis, dans l'arrondissement de Bab Souika, près de la mosquée et du souk Sidi Mahrez.

## Histoire
Le souk existe avant l'installation des Juifs livournais mais, comme d'autres souks de la médina de Tunis, il connaît une grande évolution avec leur arrivée. En effet, dès le XVIIe siècle, une majorité de ces Juifs, parmi lesquels des banquiers et des négociants, s'installe dans la régence de Tunis. Groupés dans le quartier de la Hara, ils commercent dans ce souk et ont la haute main sur le négoce avec Livourne.
Dès leur implantation, cette zone du quartier de Bab Souika devient très dynamique : ces immigrés jouent un grand rôle dans le commerce de détail et transforment le souk El Grana en un véritable centre économique. Ils exportent notamment les produits de l'agriculture, de l'élevage et de l'artisanat, comme les couvertures et les chéchias, ainsi que ceux provenant des caravanes transsahariennes : plumes et graisses d'autruches, ivoire ou encore poudre d'or. Ils importent par ailleurs des matières premières, comme le laiton, l'étain, le sucre et les épices, des colorants et des produits manufacturés comme les draps, les soieries et les étoffes de luxe.

## Architecture

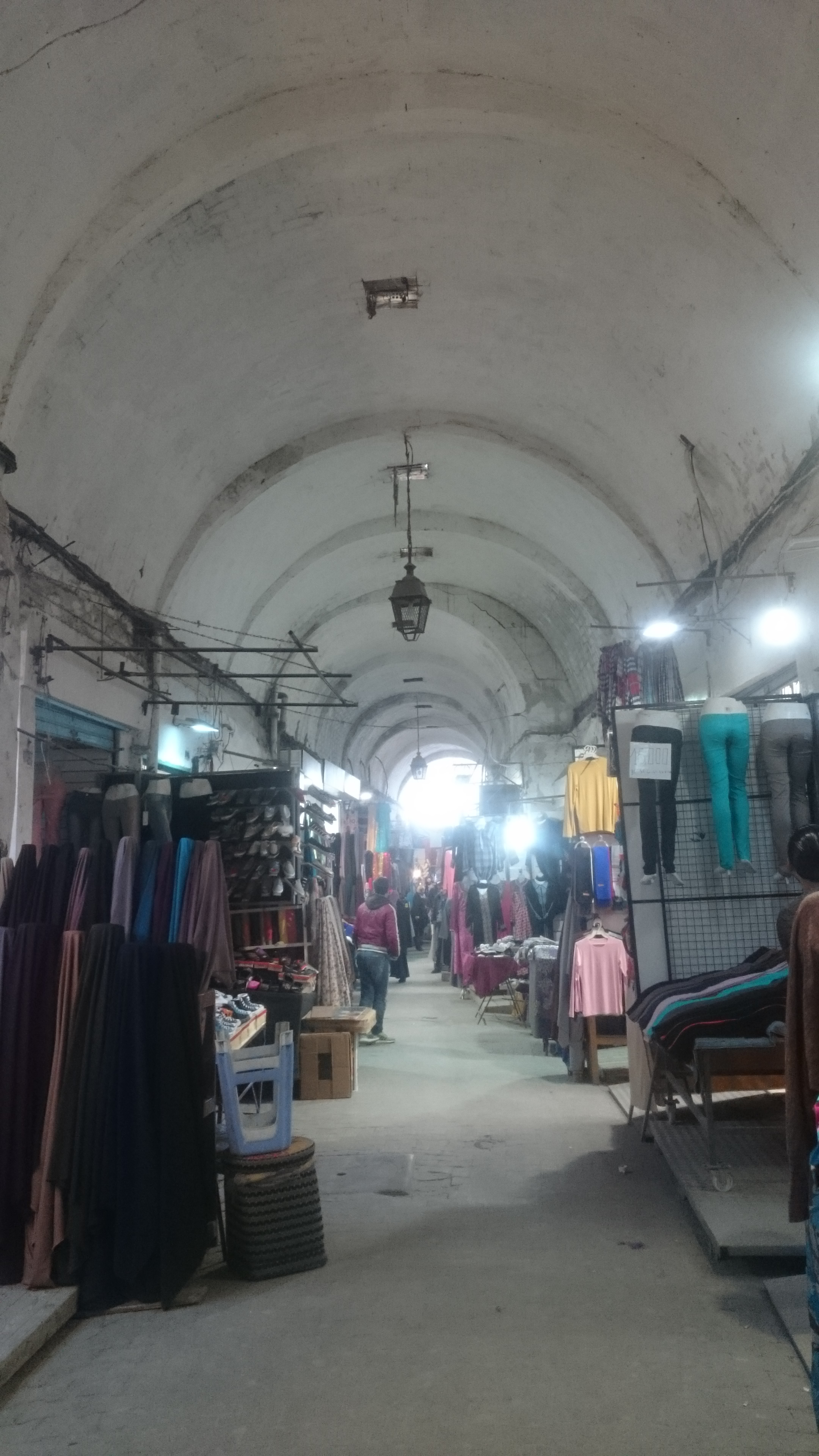
Vue récente du souk El Grana.

Le souk El Grana est couvert par des voûtes en berceau en briques. On note l'existence d'une synagogue dont le dallage a été réalisé en pierres de taille récupérées et réemployées à partir des ruines d'édifices romains qui existaient aux alentours.

## Évolution
Le souk a connu avec la venue des Juifs livournais une évolution importante et une étape nouvelle de son histoire. Il est réaménagé avec l'ensemble du souk Sidi Mahrez au XVIIe siècle. Il constitue avec celui-ci et le souk El Hût un axe abritant des activités artisanales et commerciales diverses.
De nos jours, ce souk continue son activité de vente de diverses marchandises : draps, soieries, étoffes, vêtements et articles d'artisanat. La zaouïa Sidi Mahrez continue d'attirer un grand nombre de personnes qui viennent spécialement pour la visite de ce lieu saint.